# Diaphragme pelvien
Le diaphragme pelvien ou plancher pelvien est l'ensemble des muscles et des aponévroses qui ferment en bas la cavité pelvienne.

## Structure
Le diaphragme pelvien est constitué du muscle élévateur de l'anus et du muscle coccygien.
Il est complété par les fascia inférieur et supérieur du diaphragme pelvien et consolidé par le corps du périnée.
Il présente deux ouvertures : le hiatus anorectal et entre ce dernier et la symphyse pubienne le hiatus uro-génital.
La première donnant passage au canal anal, et la deuxième à l'urètre et au vagin chez la femme, le sommet de la prostate, l'urètre et les vaisseaux et nerfs du pénis chez l'homme.

## Anatomie fonctionnelle
Le diaphragme pelvien intervient dans le soutien des organes de la cavité pelvienne (vessie, utérus, rectum, anses intestinales).
Il joue également un rôle dans la continence urinaire et fécale, ainsi que dans la fonction sexuelle (érection et orgasme).

## Aspect clinique
Une faiblesse ou un dysfonctionnement du diaphragme pelvien peut engendrer des prolapsus rectaux ou génitaux, ainsi que des problèmes d'incontinences urinaire ou fécale.